# Зелінський Тадей Францович
Тадеуш Зелінський, Таде́й Фра́нцович Зелі́нський (пол. Tadeusz Stefan Zieliński, рос. Фаддей Францевич Зелинский, *2 (14 вересня) 1859, село Скрипчинці, Канівський повіт, Київська губернія, Російська імперія — †8 травня 1944, Шондорф-ам-Аммерзее (нім. Schondorf am Ammersee), Баварія, Німеччина) — російський і польський науковець у сфері класичної філології, дослідник античної культури, а також мислитель і громадський діяч.

## Біографія

### Дитинство і юність
Тадей Францович Зелінський народився 14 вересня 1859 року у с. Скрипчинці, неподалік від Умані, у польській родині. Він був другою дитиною в сім'ї, перша — померла в ранньому віці.
Його батько,— Францішек Зелінський,— походив із збіднілого шляхетського роду, однак, як старший син у родині, отримав гарну юридичну освіту і працював державним службовцем у Петербурзі. Мати,— Людвіга,— також мала шляхетних пращурів. Родина Зелінських була релігійною, тому й дітей в ній виховували відповідно до принципів католицької етики.
Свої перші дитячі спогади Зелінський описує з особливою ніжністю: батьківський поріг, сад, теплі літні ночі. Однак найбільше запам'яталась малолітньому хлопцеві кімната його хворої матусі. Людвіга Зелінська померла, коли Тадею було лише чотири роки. Він важко переніс смерть неньки. Ця подія дуже вразила малолітнього хлопця.
Свою любов до української землі він зберіг на все життя і навіть у німецькому Шондорфі іноді співав із донькою українських пісень.
З ранніх років Зелінський вивчав французьку та латинську мови під керівництвом Ганни Кутузової, що пізніше стала його мачухою.
Коли настав час обирати для Тадея навчальний заклад, батько вирішив віддати сина до гімназії Св. Анни, де навчались діти німців та поляків, щоб вберегти дитину від цькувань з боку однолітків з приводу його національної приналежності.
У 70-ті рр. XIX ст., коли Зелінський навчався в гімназії, в Російській імперії проходила реформа середньої освіти під керівництвом міністра народної просвіти Д. А. Толстого, який також виступив фундатором російської філологічної семінарії при Лейпцизькому університеті (1973), що дала Росії по-європейськи освічених філологів-класиків. Ідеолог цієї реформи М. Н. Катков, апелюючи до досвіду Англії та Німеччини, висловив твердження, що класицизм є єдиним для Росії засобом, що дозволить їй стати інтелектуально незалежною країною. Попри всі недоліки Толстовської реформи, гостру полеміку на шпальтах періодичних видань і неприязнь до ідей Каткова з боку Зелінського, вважається, що цей фактор визначальним чином посприяв становленню Тадея Францовича як антикознавця і вченого. Класична школа середини 60-х — кінця 80-х рр. (гімназія та університет) підготувала чудову когорту філологів-класиків, у якій Зелінському належить особливе місце.
1873 року помер батько Тадея і він, разом з молодшим братом, потрапляє під опіку батькового брата Олексія. Дядько виступив проти здобуття Зелінським класичної освіти. Тадей згадував про нього з особливою неприязню, як про людину поверхову і прагматичну, що не вбачала в інтелектуальній діяльності жодного сенсу. В цей же час перериваються його зв'язки із молодшим братом, який, за словами Зелінського, був посереднім хлопчиком, якого погано опікала і недолюблювала мачуха. Тадей Францович побіжно згадує про нього  у своїй автобіографії після приїзду з Лейпцига в 1882 році, однак тісної дружби між двома братами так і не встановилось.
Продовженню навчання Зелінського посприяв його вчитель Мейєр. Зелінський згадує про десятиліття між 1863 та 1873 рр. як про особливо важкий період свого життя. Незважаючи на це Тадей Францович не втратив свого вітального світлого оптимізму, який проніс через все життя Він продовжував гарно вчитись і закінчив гімназію з відмінними результатами.
Серед гімназійних учителів кумиром Зелінського був австрієць Йозеф Кьоніг, якого він характеризував так: «Справжній професіонал з енциклопедичними знаннями, що володів особливою манерою подачі матеріалу — живою і цікавою».

### Навчання в Німеччині
У 1876 році, склавши випускні іспити і отримавши запрошенням стати стипендіатом російської філологічної семінарії при Лейпцизькому університеті, Зелінський вирушає до Німеччини. В автобіографії він писав, що тоді закінчилась польська фаза його життя і почалась нова — німецька. Першими кроками Зелінського в Лейпцигу керував Георг Гьотц (Götz). Навчання в Західній Європі, без сумніву, посприяло його становленню як науковця. Він відвідував студії Рітшля — представника формально-лінгвістичного методу критики тексту і вчителя Ніцше. Це було для молодого вченого гарною школою, однак більший вплив справив на нього Людвіг Ланге, про якого він згадує з приємністю і вдячністю учня. Ланге виступив і як керівник його першої роботи, написаної в семінарії про особливості римського календаря. Історію античного мистецтва викладав Зелінському Л. Овербек, а філософію Джона Стюарта Міля — К. Гьорінг. Також захоплювався в університеті молодий романтик Зелінський і ідеями Вільгельма Вундта, результатом чого стало написання ґрунтовної роботи «Вільгельм Вундт і психологія мови» вже після повернення до Петербургу.
Він часто відвідував музичні концерти й особливо полюбляв слухати Вагнера і Вебера. Зелінський мав звичку купувати брошури спіритуалістичного змісту: про четвертий вимір, про матеріалізм тощо й обговорювати їх з друзями. Серед найближчих своїх товаришів в Лейпцигу Зелінський виділяє Г.Шварца, Отто Круса та Вільгельма Ланге. Цікаво, що в цей же час відбулось його знайомство з засновником сучасної німецької філології Фрідріхом Ніцше. Звичайно, ідеї німецького генія мали певний вплив на становлення молодого антикознавця, однак, на нашу думку, М. А. Вес перебільшує, коли в одній зі своїх робіт стверджував, що ідеї Зелінського були першою в Європі масштабною інтерпретацією античності в ніцшеанських термінах.
1880 рік видався важливим і успішним для Зелінського. По-перше, навесні він на відмінно захистив докторську дисертацію на тему Die letzten Lahre des zweiten punischen Krieges («Останні роки Другої Пунічної війни»), яка була опублікована за сприяння його вчителя Ланге. По-друге, Т.Моммзен дав позитивну оцінку цій роботі. По-третє, молодий науковець отримав стипендію, що дозволила йому подорожувати і відвідувати класи з вивчення античності в багатьох містах Європи.
Влітку 1880 року Зелінський брав участь у практичних заняттях, присвячених античній матеріальній культурі (вазам і вазовому живопису), у Генріха Брунна в Мюнхені, взимку — слухав курс з епіграфіки у Отто Хіршфельда в Відні, а також займався перекладом на німецьку мову творів І.Крашевського.
Протягом 1881—1882 рр. молодий вчений мандрував по Італії та Греції. Він відвідав багато визначних місць і музеїв. Особливо надихнула його Венеція і він навіть запланував у майбутньому написати нарис про венеціанського купця (пізніше реалізував). До речі, Зелінський ще в дитячі роки почав виявляти схильності до написання віршів та прозових творів. На жаль, рукописна збірка його віршів «Juvenilia» була втрачена разом із особистим архівом антикознавця у Варшаві. Під час Першої світової війни він написав книгу белетристичного характеру «Іресіона», в якій виявив себе як неперевершений прозаїк і стиліст.
Коли Тадей Францович перебував у Помпеях, відбулось його перше знайомство з російськими антикознавцями, зокрема з В. В. Латишевим, з яким він потім співпрацював, однак перша їх зустріч була доволі прохолодною. В Італії Зелінський мав стосунки з Кандідою Ранданіні, яка вразила його своєю вродою, вони разом відвідали Неаполь — батьківщину Джанбатісто Віко, місто, про яке кажуть: «Videre Napoli et mori», і це справедливо.

### Повернення до Петербургу
У листопаді 1882 року Зелінський повернувся до Петербургу. Деякий час працював приватним вчителем і після того, як успішно здав магістерські екзамени, почав читати лекції про Аристофана в університеті та викладати класичні мови в гімназії Св. Анни. Він розширює своє коло знайомств: відвідує вечори у домі Гіоргієвських, де збиралось багато світської інтелігенції. Однак, його природним середовищем залишався все ж таки університет — Карл Люгебіль, І. В. Пом'яловський, Ф. Ф. Соколов, а також нова генерація вчених — Петро Нікітін та Ернштад. Спільнота Петербурзького університету дотримувалась лівої позиції, цю позицію підтримував також і Зелінський. Однак це не означає, що Тадей Францович уникав компанії правих інтелектуалів. Він був толерантним щодо політичних поглядів та ідей інших та любив брати участь у полеміці на шпальтах періодичних видань або в прямих дискусіях.
Молодий Зелінський мав значний успіх в галузі антикознавства, гарні відгуки про його роботи з боку Моммзена та Віламовіца, а також велика кількість знайомств сприяли його кар'єрному зростанню в науковій сфері. Загалом, Зелінський був досить прагматичною і раціоналістичною людиною, часто звертався за допомогою до колег і друзів. Багатьом колегам зі свого університетського оточення він у автобіографії дає чітку, лаконічну характеристику, зазначає науковців, що ставились до нього неприязно, у деяких моментах він справляєивраження нещирої людини. Успішність є для нього важливою категорією, що, мабуть, допомагала йому самоствердитись. Росію, як і росіян Тадей Зелінський ніколи не любив, найкращим другом в Петербурзі вважав свого учня Ростовцева. Здобувши освіту в Німеччині, він був інтелектуалом західного зразка, любив Мюнхен за його католицький дух і Альпи за їх фантастичну красу.
Окрім викладання в університеті, гімназії та на Вищих жіночих курсах, Тадей Францович був членом історико-філологічного інституту, до якого входили також К. В. Кєдров, Н. П. Некрасов, Нікітін, Вейсман. Починаючи з 1894 року очолював історико-філологічну екзаменаційну комісію, у складі якої відвідав Одесу, Харків, Київ; у автобіографії Зелінський зазначає, що ця діяльність сприяла його знайомству з перебігом наукового життя в провінційних університетах, де він має значний авторитет.
На історико-філологічному факультеті в Петербурзі популярність Зелінського як викладача зростала з року в рік, з-поміж відомих на той час лекторів-антикознавців варто виділити також І. М. Гревса, М. І. Ростовцева. На кінець 10-х рр. ХХ ст. його викладацька робота займала двадцять п'ять годин на тиждень, однак, при своїй високій працездатності він встигав також займатись і науково-літературною роботою. Це десятиліття Зелінський визначив як апогей свого життя, найщасливіший життєвий період.
Ми вважаємо, що Зелінський був за своєю натурою реалістичним. Читаючи між рядків його автобіографії можна дійти до висновку, що Тадей Францович вважав, що його науковим успіхам заздрили його колеги по університету, що до нього ставились упереджено через його національну приналежність. Наприклад, у записах антикознавця написано: «Поляк не може бути деканом», — так Зелінський пояснює той факт, що під час обрання нового декана у 1905 році більшість голосів отримав Жебелєв [46, 148]; або також фраза з його щоденника «Поляк не може стати академіком» [46,183], або «Як поляк я є
громадянином другої категорії» [46, 186]. Зростання інтересу студентської аудиторії до античності протягом кін. ХІХ — перших років ХХ ст. Зелінський сприймає як результат своєї одноосібної діяльності у цій сфері, хоча й інші вчені сприяли цим позитивним для російської науки змінам.
«Свої курси Зелінський зазвичай читав в класичній семінарії, де вздовж стін було розташовано зібрання фрагментів античних стел, саркофагів та статуй. Це оточення гармоніювало із зовнішнім виглядом професора. Його портрет хотілось зобразити саме на такому фоні. Тадей Францович був високим. Його випукле як купол чоло підкреслювало контури обличчя. Темне хвилясте із сивиною волосся обрамляло його голову. Кучерява борода нагадувала бороду Софокла; в його очах, широко відкритих, здавалось, що відбивався той світ, який він воскрешав своєю піднесеною мовою. Промовляв він повільно, урочисто і здавалось, що мова його була адресована не до нас…» — таким запам'ятався Зелінський Н. П. Анциферову. У своїх мемуарах студент Тадея Францовича також зазначає, що античний світ, реконструйований Зелінським, не був світом реальної дійсності. «Його герої — це статуї з пароського мармуру, що сяють на сонці як сніг, який нещодавно випав. Однак вони не були холодними ані як мармур, ані як сніг. Вони виражали ті людські пристрасті, які підкорювали людей Мойрі та породжували трагедії» [3, 157—158].
У 1887 році Зелінський отримує звання професора надзвичайного за клопотанням Гіоргієвського, у 1890 — стає професором звичайним. Протягом 1906—1908 рр. був деканом історико-філологічного факультету, отримує звання приват-доцента.

### Особисте життя
Окремого розділу потребує тема стосунків Зелінського із жінкам, однак ми лише пунктирно зачепимо інтимний бік його життя. В автобіографії антикознавця звучить сльозлива нота каяття, за свої, як виражається Зелінський, «огріхи». «Рано втративши матір, я навіть у дорослому віці відчував потребу в материнській любові», — так пояснює Зелінський свої численні зв'язки з молодими жінками, які він мав і після одруження [46, 97-98]. Були в антикознавця і позашлюбні діти.
У споминах він пише тільки про свої юнацькі захоплення: про перше кохання в четвертому класі гімназії до дівчини, що уникала його компанії, а також про стосунки з Ідою Ленц, Еммою Рейнер, Бабеттою Шробль, Марією Тур. Однак за свідченням однієї з слухачок Вищих жіночих курсів Е. П. Казанович, Зелінський мав інтимні зносини і з деякими учасницями неформальної групи «Гептахор», яку він очолював при цих курсах. У своєму щоденнику Казанович написала: «Час від часу найбільш старанні з семінаристок Зелінського отримують щось на зразок „приватного відрядження за кордон“, коротко кажучи, — зникають на відомий термін під героїчне небо Греції та Італії для того, щоб там народити на світ плоди посилених занять у семінарах професора–антика» [3, 159]. Ясна річ, свідчення сучасників про Зелінського є доволі суб'єктивними, однак, для нас це важливе джерело інформації. З процитованого запису зі щоденника Е. П. Казанович можна зрозуміти, що ставлення Зелінського до норм моралі було особливе, попри його нібито ревну віру в догми католицизму.
У позапрограмній лекції на тему «Трагедія вірності», що була прочитана на Бестужевських курсах, Зелінський висловив спірну тезу про те, що вірність жіноча має іншу природу, аніж вірність чоловіча, тому чоловік здатен бути вірним одночасно великій кількості жінок, не відмовляючись від багатьох втілень свого Еросу. Така яскраво дискримінаційна до жіноцтва позиція антикознавця свідчить не тільки про те, що тогочасне суспільство було патріархальним, але й про те, що Зелінський мав подвійні стандарти, послуговувався «філософію півня», як іронічно зазначає Н. П. Анциферов. В амурних справах він часто був невизначеним, у багатьох моментах уникав відповідальності. Наприклад, ще у 1878 році заручившись зі згадуваною вже Еммою Рейнер, він покинув її, коли його юнацька пристрасть минула. Жінка для Зелінського — це «голубка, якій не дана творча відвага; їй було надано любов і вірність, а разом з тим і здатність сприймати і берегти сімейні ідеали, які заронює до її душі коханий чоловік, берегти його до самозабуття, до жертви…» [21].
Офіційний шлюб Зелінський взяв у 1885 році з Луїзою Гібель, що була сестрою його друга і колеги. Він цього шлюбу народилось троє дітей: навесні 1886 року — первісток син Фелікс, наступного року дочка Амата (Людмила) та у 1892 році Вероніка. Про свої стосунки з жінкою Зелінський нічого не пише, та, на нашу думку, його сімейне життя було щасливе і спокійне. Одруження стало для нього скоріш за все формальним актом, однак сімейний затишок та народження дітей сприятливо вплинули на нього.

### Визнання
Поступово його прізвище стає відомим і за кордоном. Цьому сприяли переклади творів на німецьку (переважно за ініціативою його лейпцизьких друзів) та інші мови, а також  запровадження ним нових методологічних підходів. У своїй роботі «Цицерон в історії європейської культури» Зелінський застосував підхід, який дав йому змогу виявити вплив ідей талановитої особистості на майбутні покоління на прикладі Марка Тулія Цицерона. Значний резонанс справила книга Зелінського «Стародавній світ і ми», що ще за життя автора була перекладена на дванадцять мов і багаторазово перевидавалась у Росії.
Заслуговують особливої уваги також дослідження Зелінського щодо проблематики метричної клаузули в промовах Цицерона, в яких талант Тадея Францовича проявився особливо яскраво, а Геттінгенський університет нагородив його титулом honoris cause за ці роботи.
Особливою подією в житті Зелінського було отримання членства у Британській АН у 1923 році. Загалом, протягом життя, окрім уже зазначених університетів, він був обраний почесним доктором Афінського, Оксфордського, Віленського, Варшавського, Краківського, Познанського, Львівського, Паризького, Брюссельського університетів, членом Баварської, Чеської, Російської АН, а також членом наукових товариств у Варшаві та Львові, Німецького археологічного інституту, Геттінгенської академії наук, Спілки філологів Чехії тощо [48,130].

### Перша і Друга світова війна
Радикальні зміни у житті Зелінського почалися з початком Першої світової війни. Тепер він не мав можливості виїжджати за кордон та підтримувати контакти зі своїми друзями в Європі. Нестабільним було його становище і в університеті, бо кожної хвилини кафедру могли розпустити. Мав Зелінський і матеріальні проблеми, бо рівень інфляції був високим і гроші швидко знецінювались. Однак, він не припиняв працювати і вирішив втілити в життя чотири проекти, що мали відношення до його античних студій у галузі історії античної релігії, історії античної літератури, етики, філологічної енциклопедистки. 
За проханням московського видавця Сабашнікова здійснює серію перекладів Овідія, Софокла, Еврипіда. Друкується у таких періодичних виданнях: «Вісник Європи», «Мова», «Біржові відомості», «Російське слово» тощо. Співпрацює з Горьким. Паралельно починає роботу над своїм проектом Античної релігії, пише «Давньогрецьку релігію», у якій прагнув подати античну релігію як живу і динамічну силу. Працює також і над серією призначеною для молоді «Античний світ». 
У 1916 році в Росію емігрувало багато поляків, тому постала необхідність у відкритті культурних закладів для них. Зелінський посприяв цим процесам. У Петербурзі була відкрита польська гімназія. Тадей Францович входив до складу її ради. Також почало функціонувати літературно-історичне товариство та 2-річні курси полоністики, які очолив антикознавець. На жаль, більшовики пізніше ліквідували ці установи. 
Зелінський негативно поставився до початку Другої світової війни та жовтневої революції. Він був пацифістом і публічно виражав антинімецькі настрої в цей час, хоча не заперечував цінності німецької культури як такої. 
Прихід більшовиків до влади означав для Тадея Францовича еміграцію. Спочатку за сприяння Луначарського, з яким він познайомився на «середах» Іванова, науковець виїхав у півторарічне «відрядження» до Європи, однак, на короткий час був змушений повернувся до Петербургу за дочкою Веронікою, матеріалами та бібліотекою. 23 квітня 1922 року Зелінський офіційно був визнаний професором Варшавського університету й очолив кафедру грецької літератури. Уряд Ю. Пілсудського у багатьох моментах посприяв переїзду вченого до Варшави. 
Так почався другий польський період життя Тадея Зелінського, який він сам означив як екуменічний. 
Цікаво, що про декілька місяців, які Зелінський провів у Петербурзі в 1921 році, збереглись деякі свідчення його сучасників. Ми вбачаємо необхідність навести їх у нашому дослідженні. Отже, «влітку 1921 року в Інституті Мистецтв відбувся вечір, присвячений ювілею Данте. Серед ораторів був і Зелінський. Він схуд. Його хвилясте волосся стирчало в різні боки. Довгополий сюртук висів на ньому, як на вішалці. З порваного чобота стирчала брудна біла шкарпетка. Зелінський промовляв повільно, з труднощами. Він казав, що наша жорстока епоха дала нам всі можливі розуміння творіння Данте. Що ми живемо в citta dolente. Що ми зрозуміли, яким гірким є хліб, який нам дають чужі руки… Через деякий час він знов поїхав… І не повернувся, як голуб, випущений з Ноєвого ковчега. Там, на чужині, у Зелінському переміг поляк [3, 160]».
У листі до В'ячеслава Іванова від 9.10.1924 року Тадей Францович так описує своє життя у Варшаві: «Про себе скажу небагато. Облаштувався я тут скромно, однак, добре, всі мене люблять і всілякими способами балують, на різні вакації отримую відрядження за кордон, що дало змогу відвідати Італію (3 рази), Париж, Оксфорд…» [51].
Різноманітні обов'язки не заважали йому брати активну учать у світському житті Варшави. Зелінський щотижня відвідував концерти, що влаштовувались у Філармонії та столичних театрах. Мав багато друзів. Дуже полюбляв антикознавець зустрічі та спільні поїздки з Густавом Пжихоцьким, Стефаном Сребрним, Йозефом Уєйським, Владиславом Вітвіцьким. Особливо теплі стосунки мав з Ярославом Івашкевичем, Яном Лехонєм, Казимиром В'єжинським.
У 1930 році до сімдесятирічного ювілею вчений отримав звання доктора міжнародного рангу, в газетах публікувались статті про висунення його кандидатури на нагороду Нобеля. У 1932 році був відзначений престижною медаллю ім. Гете, наступного року поставлений прижиттєвий пам'ятник Зелінському.
Давня хвороба — параліч правої руки прогресувала, тому довелось Зелінському перенести складну операцію. 1923 року, захворівши менінгітом, померла дружина науковця, він багато переживав щодо долі своєї доньки Амати (і не марно), що разом із чоловіком — професором Володимиром Бенешевичем залишилась в Петербурзі. Пізніше її чоловік був розстріляний, Амата Зелінська пережила блокаду Петербурга, де і зустріла старість.
Як президент Інтелектуальної Унії Зелінський зустрічав у 1934 році в аеропорті Йозефа Геббельса, ця подія мала несхвальні відгуки в пресі. Становлення тоталітарних режимів в тогочасній Європі породило активну полеміку серед інтелектуалів щодо майбуття Західної цивілізації. Відношення Зелінського до нацизму і фашизму, на думку сучасних польських дослідників, було негативним, однак російський вчений Н. А. Добронравін дотримується діаметрально протилежної точки зору. "Ставлення Зелінського до загарбників зовсім неоднозначне. Як всім добре відомо, ще з 1922 року він симпатизував італійському фашизмові, що відроджував у своїй практиці деякі, як багатьом тоді здавалось, ідеали стародавнього Риму… Зелінський, імовірно, симпатизував  і здійсненому гітлерівським режимом новому проектові європейського дому, який пізніше набув розголосу як «Фортеця Європи» (від Атлантики на Заході до Уралу, Дніпра та Бугу на Сході) [22, 322]. Ми не вважаємо, що Тадей Францович був радикальним прибічником ідей Гітлера чи Мусоліні, можливо, в окремих моментах він як кадет-ліберал і симпатизував деяким ідеям цих режимів, проте, не варто зараховувати його до лав нацистів, фашистів чи комуністів. Прихід більшовиків до влади Зелінський сприйняв негативно, а Росію після революції зневажливо називав «Совдепією» [3, 160].
У вересні 1939 року в пожежі згоріло помешкання науковця разом з бібліотекою і рукописами останніх томів «Релігії античного світу». Ця подія призвела до сильного паралічу Зелінського. На початку листопада він переїжджає до Німеччини разом із дочкою Веронікою, яка  доглядала за хворим батьком протягом останніх років його життя. Франчішек Новотний називає молодшу дочку антикознавця «вірною Антігоною його старості».
На думку Єжи Аксера, протягом польського (екуменічного) етапу життя Тадей Францович не створив нових оригінальних концепцій, проте, він залишив глибокий відбиток у свідомості польських вчених і діячів культури. Він став авторитетом міжнародного рівня, що не мав собі рівних серед дослідників античності у Центральній та Східній Європі. Його погляди на взаємозв'язок між античною культурою та світом сучасних ідей стали відомими далеко за межами кола спеціалістів [1, 23-24].

### Останні роки життя
Зелінський разом із дочкою оселився у містечку Шондорфі біля озера Аммерзее, де мешкав і викладав у ліцеї його син Фелікс. Що цікаво, вчений не мав намірів залишатись у Німеччині, він хотів переїхати до Італії та зустріти старість в Польському госпіталі при костелі Св. Станіслава, однак, німецька влада не надала йому дозволу на виїзд і Зелінському довелось залишитись у Шондорфі.
Там Тадей Францович приятелював з Германом Остерном та його дружиною. Зелінський згадує, що Остерни мали чудову бібліотеку. Він часто проводив довгі зимові вечори у їхній компанії. Серед місцевої інтелігенції антикознавець підтримував дружні стосунки також із родиною Енгельсів та Ліннів.
Незважаючи на старість та параліч, Зелінський продовжував брати участь і в публічному житті. Він читав лекції в місцевому ліцеї, а також влаштовував вечори, присвячені своїм улюбленим авторам — Горацію та Данте — для друзів та знайомих. Дантівські зібрання, що на відміну від перших були повністю ініційовані і реалізовані Зелінським, відбувались протягом чотирьох років, починаючи з 18 травня 1940 року і закінчуючи 23 лютим 1944 року. Концепція зібрань ґрунтувалась на принципах, які використовував Зелінський для аналізу літературних творів ще в Петербурзі. Кожний з учасників голосно читав текст «Божественної комедії» на німецькій мові та одразу інтерпретував його.
Продовжував науковець підтримувати стосунки і зі своїми старими друзями та колегами. Він вів листування зі Стефаном Сребрним, Вітольдом Клінгером, Лідією Винничук, Тадеєм Котарбінським, Ярославом Івашкевичем, Володимиром Антоновичем, Єжи Мантейффельтом тощо.
Часто відвідує костел. Віра у Бога допомагала йому переносити власну неміч та численні хвороби, а також смерть улюбленої дочки Вероніки у 1942 році. «Він шукав позитивні сторони буття, і якщо не знаходив їх біля себе, то звертався до трансцендентного світу. Був чоловіком глибокої віри…» [46, 229].
Він не припиняв писати, його немов охопила «манія творчості». У листі до Вітольда Клінгера (від 17 липня 1942 року) читаємо: «Сидить наді мною демон і все мені каже: пиши, чого не напишеш зараз, не напишеш вже ніколи» [46, 208—209]. Щоденник Зелінського зберіг для нас побутовий бік життя великого мислителя, сіру буденність, що складає «горизонталь» буття. «Вертикаль» можемо віднайти в двох останніх томах «Релігії античного світу» чи в листах до друзів. Щоденник Зелінського не містить глибоких роздумів щодо сенсу буття чи античної культури, та сам процес написання щоденника був чимось важливим для автора[46, 210].
Зелінський боявся немічної старості. Він помер 8 травня 1944 року.